# Фуди (хобби)

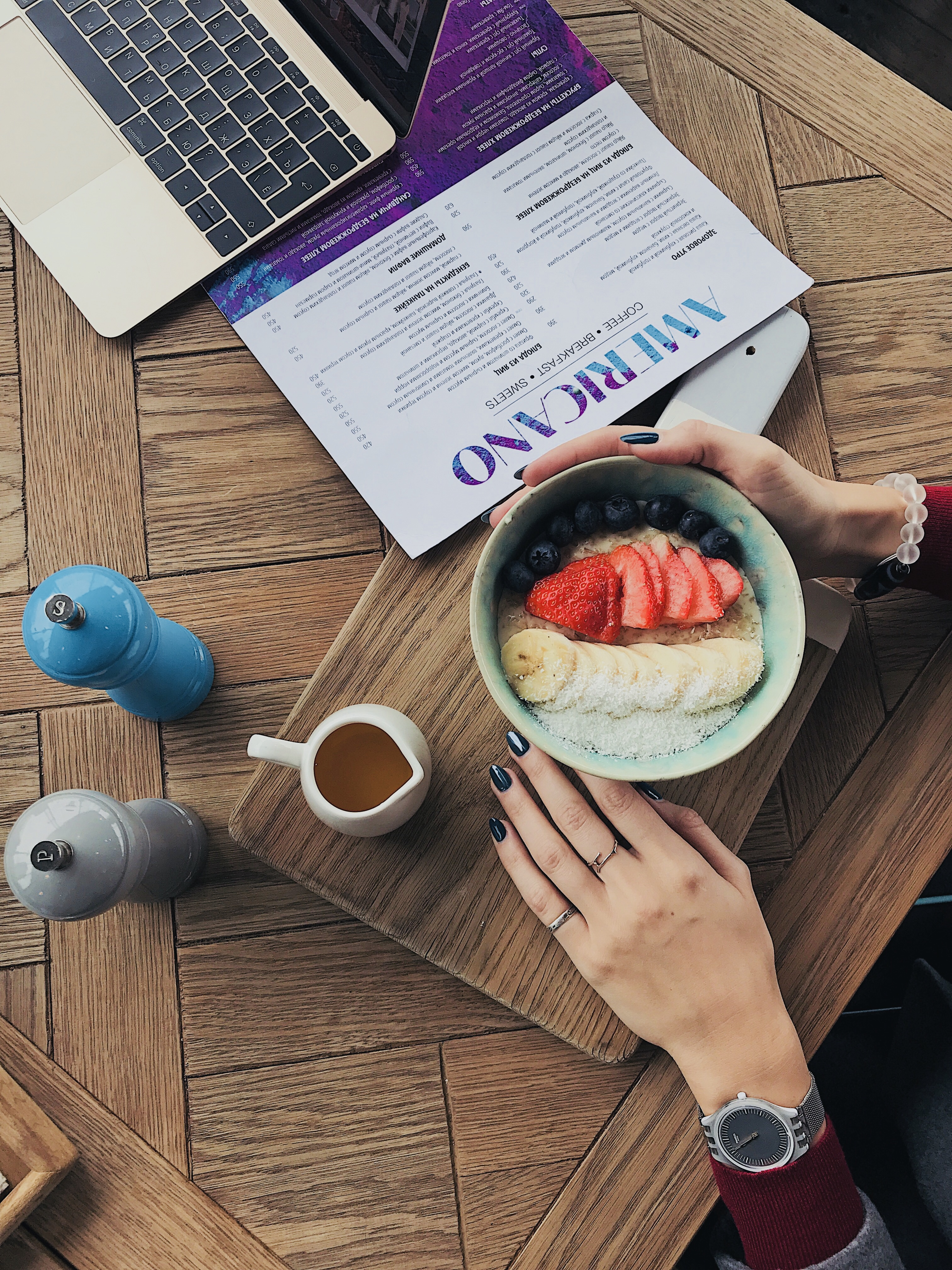
Завтрак фуди: овсяная каша с медом, клубникой, голубикой, бананом и кокосовой стружкой

Фу́ди (от англ. food, с англ. — «еда») — человек, питающий особый интерес к процессу потребления пищи и напитков (процессу еды), считающий его более значимыми вещами, чем простое удовлетворение физических потребностей.
Фуди — это целое движение, активно набирающее свою популярность, своего рода субкультура, объединяющая людей, отличающихся от других в своем отношении к еде. Фуди находятся в постоянном поиске новых вкусовых ощущений, для них еда — это хобби. Фуди не только любят вкусно поесть, самостоятельно все приготовить и поэкспериментировать со вкусами, но и тщательно (а иногда и играя) подобрать необходимые продукты и ингредиенты, выбрать блюдо. Фуди также очень любят поесть вне дома.

## Схожие понятия
Зачастую фуди сравнивают с гурманом или гастрономом, но это ошибочное сравнение.
Гурман — это ценитель изысканных блюд и знаток напитков.
Гастроном — знаток в тонкостях изысканной пищи.
Самое главное отличие фуди в том, что он не зацикливается на высокой кухне, а умеет наслаждаться самыми простыми вещами, недорогими блюдами, рядовыми продуктами. Для него главными являются вкусовые эксперименты и новые ощущения, наслаждение едой с духовной точки зрения, для фуди еда — это искусство.

## История распространения термина
Термин «фуди» впервые упоминается в 1980 году Гейлом Грином (Gael Greene), американским ресторанным критиком и писателем, в журнале «New York Magazine». Вскоре после этого термин несколько раз появлялся в британской прессе, пока не получил широкое распространение в 1984 году, благодаря авторам кулинарной книги Полю Леви и Энн Барр. Этот термин вошел в обиход, в основном, в США и Великобритании.
В 2012 году о фуди написала ежедневная газета Великобритании «The Guardian», сравнивая еду с новым опытом в сексе, с употреблением наркотиков, религией и называя готовку высоким искусством.
В России движение фуди набирает обороты только сейчас, но уже в 2011 году журнальный клуб «Интелрос» написал статью о фуди, а в 2014 году общественное СМИ Colta.ru также упоминали о фуди в своей статье.

## Популярность фуди
Фуди набирают свою популярность благодаря кулинарным журналам, таким как «Gourmet», «en:Cook's Illustrated», «Гастрономъ», «ХлебСоль».
В России также появился первый кулинарный онлайн-журнал настоящих фуди — russianfoodie.ru — «Russian Foodie».
Не меньшее влияние имеют многочисленные кулинарные программы и шоу, такие как Top Chef, Iron Chef, «Мастер Шеф», «Адская кухня» и «Еда, я люблю тебя».
На телеканале «Дождь» был создан авторский кулинарный гид по гастрономическим столицам мира под названием «Foodie».
Большую популярность этому движению приносят также блогеры и фотографы, специализирующиеся исключительно на еде и философии фуди. Красивые фотографии еды уже стали своего рода искусством. Специально для таких фуди-фотографов в iTunes и Google Play было создано приложение «foodie» со специальными фильтрами для еды.

## Критика
Стив Альбини, американский музыкант, раскритиковал фуди в своем интервью для кулинарного журнала «Bon Appétit»: «Я ненавижу (слово) фуди, потому что оно милое, как и все уменьшительно-ласкательные слова, связанные с едой… Я ем и готовлю пищу. Для того, чтобы ее есть, желательно в кругу друзей, и я не делаю из этого фетиш».
Статья в «The Washington Post» от 2016 года под названием «Хватит называть себя „foodie“» полностью посвящена критике как термина, так и самого движения, и содержит цитаты рестораторов, журналистов, гурманов и шеф-поваров, когда-либо высказывавшихся по этой теме: «Слово „foodie“ является не более чем современной случайной заменой „гурмана“ и обозначает всех тех, кто любит еду и/или много едят. Но кто не любит еду? Кто не ест много? … Слово „фуди“ стало оружием маркетинга».
В интервью американской онлайн-газете «The Huffington Post» ведущий канадский специалист в области психологии, доктор Валери Тейлор, критикует помешательство на еде в целом и считает, что систематическое фотографирование еды, а также «фудстаграмминг» может свидетельствовать о наличии каких-либо психологических расстройств. С ее точки зрения, еда для многих становится большой проблемой.